# Taiya

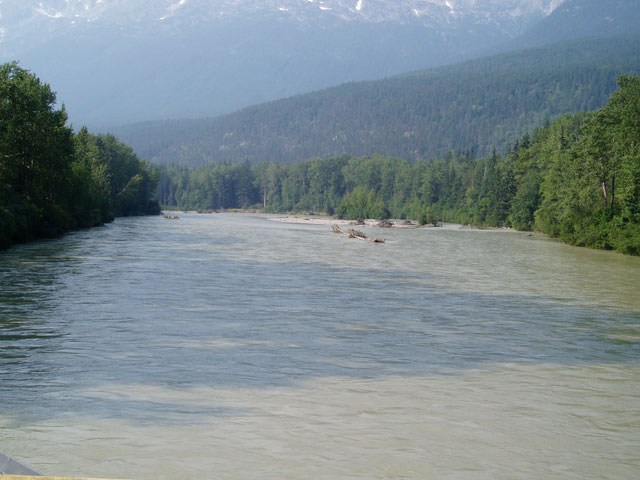
La rivière Taiya près de Skagway

La rivière Taiya est un cours d'eau de l'Alaska aux États-Unis, de 17 milles (27 km) de long, situé dans l'Alaska Panhandle. Elle coule depuis la frontière avec la Colombie-Britannique, et se jette dans le Canal Lynn.
Cette rivière a joué un grand rôle dans la Ruée vers l'or du Klondike. La ville de Dyea à son embouchure, était le départ du Chilkoot Trail. Mais ses eaux, à cet endroit, était trop basses pour y établir un port permanent. C'est une des raisons de la construction de la White Pass and Yukon Route, qui allait de Skagway à Bennett en Colombie-Britannique, en passant par le Col White. Toutefois, durant l'hiver, ses eaux étant gelées, la rivière était utilisée pour le transport par traîneau à chiens.

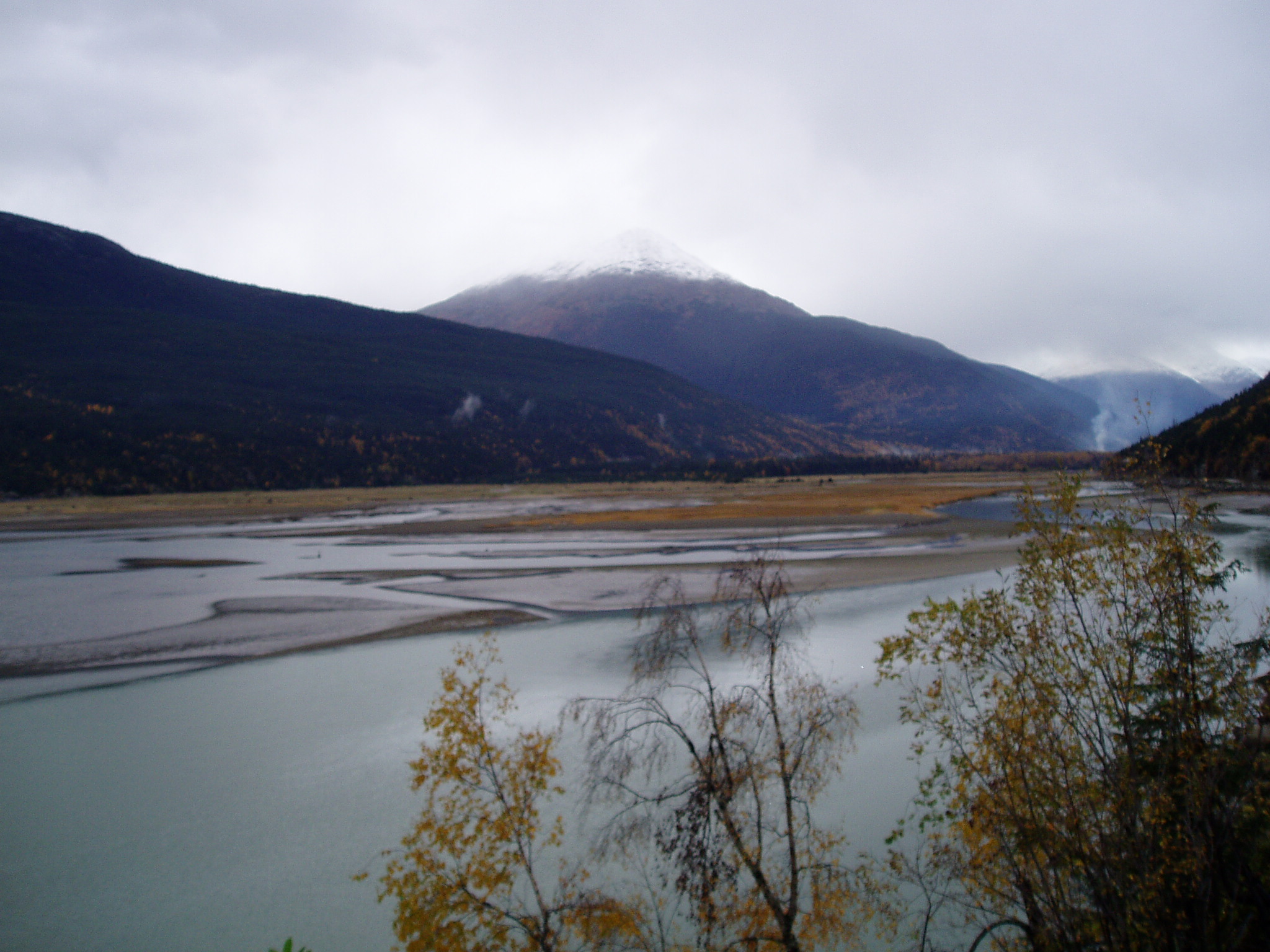
Estuaire de la Taiya River

Actuellement, la rivière Taiya se trouve au centre du Klondike Gold Rush National Historical Park. Elle est aussi utilisée pour pratiquer le rafting, et la pêche.